# Monalisa Reis
Monalisa Reis Carvalho Belém, mais conhecida como Monalisa Reis ou simplesmente Monalisa (Pindorama do Tocantins, 7 de janeiro de 1998) é uma futebolista brasileira que atua como lateral-direita. Atualmente, joga no Flamengo.

## Carreira

### Estrela Real
Iniciou sua carreira no Estrela Real, clube de futebol feminino de Palmas, no Tocantins, seu estado natal.

### Iranduba
Em 2015, se transferiu para o Iranduba, clube de Iranduba, parte da Região Metropolitana de Manaus, no Amazonas. Se destacou e chegou à Seleção Brasileira Sub-20. Permaneceu no clube até 2019, quando foi contratada pela Ferroviária.

### Ferroviária
Na Ferroviária, venceu a Copa Libertadores de 2020, marcando um gol no empate em 1–1 com o Peñarol, do Uruguai, em 9 de março, pela fase de grupos (grupo D). Com esta conquista, atingiu um feito inédito nas Guerreiras Grenás: foi a primeira atleta tocantinense, entre masculino e feminino, campeã da Libertadores. Disputou, pelo clube, 51 jogos — 34 como titular — fez três gols e uma assistência.

### Flamengo
Em 18 de janeiro de 2022, o Flamengo anunciou a contratação da lateral para a temporada de 2022. Pelo clube, disputou a Brasil Ladies Cup de 2022 (campeã), o Campeonato Carioca de 2022 (vice-campeã), o Campeonato Brasileiro de 2022 (quartas de final), a Copa Rio de 2023 e o Campeonato Brasileiro de 2023 (quartas de final).

## Títulos
Fonte: 
Ferroviária
- Copa Libertadores: 2020

Flamengo
- Brasil Ladies Cup: 2022
- Copa Rio: 2023

### Campanhas de destaque
Ferroviária
- Campeonato Paulista: 2020 (vice-campeã)

Flamengo
- Campeonato Carioca: 2022 (vice-campeã)
- Supercopa do Brasil: 2023 (vice-campeã)